# Alternanthera lehmannii
Alternanthera lehmannii är en amarantväxtart som beskrevs av Georg Hans Emmo Emo Wolfgang Hieronymus. Alternanthera lehmannii ingår i släktet alternanter, och familjen amarantväxter. Inga underarter finns listade i Catalogue of Life.